# Eleições legislativas portuguesas de 1985 no distrito de Setúbal
| Eleições legislativas portuguesas de 1985 Distritos: Aveiro \| Beja \| Braga \| Bragança \| Castelo Branco \| Coimbra \| Évora \| Faro \| Guarda \| Leiria \| Lisboa \| Portalegre \| Porto \| Santarém \| Setúbal \| Viana do Castelo \| Vila Real \| Viseu \| Açores \| Madeira \| Estrangeiro |

## Resultados por Concelho
Os resultados nos concelhos do Distrito de Setúbal foram os seguintes:

### Alcácer do Sal
| Partido                 | Partido                           | Votos  | %               | +/-   |
| ----------------------- | --------------------------------- | ------ | --------------- | ----- |
|                         | Aliança Povo Unido                | 4 848  | 46,94 / 100,00  | 6,64  |
|                         | Partido Socialista                | 1 678  | 16,25 / 100,00  | 10,21 |
|                         | Partido Renovador Democrático     | 1 620  | 15,68 / 100,00  | Novo  |
|                         | Partido Social Democrata          | 1 114  | 10,79 / 100,00  | 1,82  |
|                         | Centro Democrático e Social       | 268    | 2,59 / 100,00   | 1,17  |
|                         | União Democrática Popular         | 183    | 1,77 / 100,00   | 0,46  |
|                         | Partido Socialista Revolucionário | 116    | 1,12 / 100,00   | 0,36  |
|                         | Outros                            | 235    | 2,28 / 100,00   |       |
| Votos Inválidos         | Votos Inválidos                   | 267    | 2,58 / 100,00   | 0,86  |
| Total                   | Total                             | 10 329 | 100,00 / 100,00 |       |
| Eleitorado/Participação | Eleitorado/Participação           | 13 154 | 78,52 / 100,00  | 1,92  |

### Alcochete
| Partido                 | Partido                       | Votos | %               | +/-   |
| ----------------------- | ----------------------------- | ----- | --------------- | ----- |
|                         | Aliança Povo Unido            | 2 671 | 38,81 / 100,00  | 7,80  |
|                         | Partido Renovador Democrático | 1 447 | 21,03 / 100,00  | Novo  |
|                         | Partido Socialista            | 1 294 | 18,80 / 100,00  | 15,48 |
|                         | Partido Social Democrata      | 868   | 12,61 / 100,00  | 2,66  |
|                         | Centro Democrático e Social   | 197   | 2,86 / 100,00   | 0,34  |
|                         | União Democrática Popular     | 132   | 1,92 / 100,00   | 0,04  |
|                         | Outros                        | 127   | 1,85 / 100,00   |       |
| Votos Inválidos         | Votos Inválidos               | 146   | 2,13 / 100,00   | 0,14  |
| Total                   | Total                         | 6 882 | 100,00 / 100,00 |       |
| Eleitorado/Participação | Eleitorado/Participação       | 8 446 | 81,48 / 100,00  | 0,49  |

### Almada
| Partido                 | Partido                       | Votos   | %               | +/-   |
| ----------------------- | ----------------------------- | ------- | --------------- | ----- |
|                         | Aliança Povo Unido            | 32 766  | 34,10 / 100,00  | 6,89  |
|                         | Partido Renovador Democrático | 20 474  | 21,31 / 100,00  | Novo  |
|                         | Partido Socialista            | 16 985  | 17,67 / 100,00  | 15,57 |
|                         | Partido Social Democrata      | 16 441  | 17,11 / 100,00  | 2,91  |
|                         | Centro Democrático e Social   | 4 326   | 4,50 / 100,00   | 1,52  |
|                         | União Democrática Popular     | 1 751   | 1,82 / 100,00   | 0,03  |
|                         | Outros                        | 1 511   | 1,57 / 100,00   |       |
| Votos Inválidos         | Votos Inválidos               | 1 845   | 1,92 / 100,00   | 0,15  |
| Total                   | Total                         | 96 099  | 100,00 / 100,00 |       |
| Eleitorado/Participação | Eleitorado/Participação       | 121 150 | 79,32 / 100,00  | 2,46  |

### Barreiro
| Partido                 | Partido                       | Votos  | %               | +/-   |
| ----------------------- | ----------------------------- | ------ | --------------- | ----- |
|                         | Aliança Povo Unido            | 26 625 | 47,44 / 100,00  | 7,92  |
|                         | Partido Renovador Democrático | 11 102 | 19,78 / 100,00  | Novo  |
|                         | Partido Socialista            | 8 077  | 14,39 / 100,00  | 12,61 |
|                         | Partido Social Democrata      | 6 269  | 11,17 / 100,00  | 1,32  |
|                         | Centro Democrático e Social   | 1 295  | 2,31 / 100,00   | 0,46  |
|                         | União Democrática Popular     | 1 123  | 2,00 / 100,00   | 0,05  |
|                         | Outros                        | 712    | 1,27 / 100,00   |       |
| Votos Inválidos         | Votos Inválidos               | 918    | 1,63 / 100,00   | 0,09  |
| Total                   | Total                         | 56 121 | 100,00 / 100,00 |       |
| Eleitorado/Participação | Eleitorado/Participação       | 68 240 | 82,24 / 100,00  | 2,17  |

### Grândola
| Partido                 | Partido                       | Votos  | %               | +/-  |
| ----------------------- | ----------------------------- | ------ | --------------- | ---- |
|                         | Aliança Povo Unido            | 5 503  | 50,96 / 100,00  | 3,86 |
|                         | Partido Social Democrata      | 1 748  | 16,19 / 100,00  | 1,91 |
|                         | Partido Socialista            | 1 517  | 14,05 / 100,00  | 7,50 |
|                         | Partido Renovador Democrático | 1 110  | 10,28 / 100,00  | Novo |
|                         | Centro Democrático e Social   | 274    | 2,54 / 100,00   | 1,32 |
|                         | União Democrática Popular     | 150    | 1,39 / 100,00   | 0,35 |
|                         | Outros                        | 278    | 2,58 / 100,00   |      |
| Votos Inválidos         | Votos Inválidos               | 219    | 2,03 / 100,00   | 0,19 |
| Total                   | Total                         | 10 799 | 100,00 / 100,00 |      |
| Eleitorado/Participação | Eleitorado/Participação       | 13 221 | 81,68 / 100,00  | 1,78 |

### Moita
| Partido                 | Partido                       | Votos  | %               | +/-   |
| ----------------------- | ----------------------------- | ------ | --------------- | ----- |
|                         | Aliança Povo Unido            | 17 406 | 50,65 / 100,00  | 9,46  |
|                         | Partido Renovador Democrático | 6 120  | 17,81 / 100,00  | Novo  |
|                         | Partido Socialista            | 3 887  | 11,31 / 100,00  | 10,31 |
|                         | Partido Social Democrata      | 3 486  | 10,14 / 100,00  | 2,30  |
|                         | União Democrática Popular     | 1 341  | 3,90 / 100,00   | 0,17  |
|                         | Centro Democrático e Social   | 892    | 2,60 / 100,00   | 0,53  |
|                         | Outros                        | 621    | 1,81 / 100,00   |       |
| Votos Inválidos         | Votos Inválidos               | 612    | 1,78 / 100,00   | 0,04  |
| Total                   | Total                         | 34 365 | 100,00 / 100,00 |       |
| Eleitorado/Participação | Eleitorado/Participação       | 42 914 | 80,08 / 100,00  | 3,11  |

### Montijo
| Partido                 | Partido                       | Votos  | %               | +/-   |
| ----------------------- | ----------------------------- | ------ | --------------- | ----- |
|                         | Aliança Povo Unido            | 7 401  | 32,73 / 100,00  | 7,22  |
|                         | Partido Social Democrata      | 4 431  | 19,59 / 100,00  | 4,35  |
|                         | Partido Renovador Democrático | 4 430  | 19,59 / 100,00  | Novo  |
|                         | Partido Socialista            | 4 295  | 18,99 / 100,00  | 14,71 |
|                         | Centro Democrático e Social   | 711    | 3,14 / 100,00   | 1,93  |
|                         | União Democrática Popular     | 392    | 1,73 / 100,00   | 0,40  |
|                         | Outros                        | 562    | 2,48 / 100,00   |       |
| Votos Inválidos         | Votos Inválidos               | 393    | 1,74 / 100,00   | 0,58  |
| Total                   | Total                         | 22 615 | 100,00 / 100,00 |       |
| Eleitorado/Participação | Eleitorado/Participação       | 29 800 | 75,89 / 100,00  | 1,97  |

### Palmela
| Partido                 | Partido                           | Votos  | %               | +/-   |
| ----------------------- | --------------------------------- | ------ | --------------- | ----- |
|                         | Aliança Povo Unido                | 8 028  | 35,00 / 100,00  | 8,35  |
|                         | Partido Renovador Democrático     | 5 405  | 23,57 / 100,00  | Novo  |
|                         | Partido Socialista                | 3 753  | 16,36 / 100,00  | 16,79 |
|                         | Partido Social Democrata          | 3 573  | 15,58 / 100,00  | 2,71  |
|                         | Centro Democrático e Social       | 673    | 2,93 / 100,00   | 1,31  |
|                         | União Democrática Popular         | 353    | 1,54 / 100,00   | 0,38  |
|                         | Partido Socialista Revolucionário | 245    | 1,07 / 100,00   | 0,37  |
|                         | Outros                            | 333    | 1,45 / 100,00   |       |
| Votos Inválidos         | Votos Inválidos                   | 571    | 2,49 / 100,00   | 0,21  |
| Total                   | Total                             | 22 934 | 100,00 / 100,00 |       |
| Eleitorado/Participação | Eleitorado/Participação           | 30 580 | 75,00 / 100,00  | 2,62  |

### Santiago do Cacém
| Partido                 | Partido                           | Votos  | %               | +/-  |
| ----------------------- | --------------------------------- | ------ | --------------- | ---- |
|                         | Aliança Povo Unido                | 8 207  | 41,59 / 100,00  | 6,47 |
|                         | Partido Socialista                | 3 594  | 18,21 / 100,00  | 8,24 |
|                         | Partido Social Democrata          | 3 028  | 15,35 / 100,00  | 1,97 |
|                         | Partido Renovador Democrático     | 2 603  | 13,19 / 100,00  | Novo |
|                         | Centro Democrático e Social       | 1 179  | 5,98 / 100,00   | 0,83 |
|                         | Partido Socialista Revolucionário | 199    | 1,01 / 100,00   | 0,34 |
|                         | Outros                            | 526    | 2,66 / 100,00   |      |
| Votos Inválidos         | Votos Inválidos                   | 396    | 2,01 / 100,00   | 0,23 |
| Total                   | Total                             | 19 732 | 100,00 / 100,00 |      |
| Eleitorado/Participação | Eleitorado/Participação           | 24 800 | 79,56 / 100,00  | 2,26 |

### Seixal
| Partido                 | Partido                       | Votos  | %               | +/-   |
| ----------------------- | ----------------------------- | ------ | --------------- | ----- |
|                         | Aliança Povo Unido            | 19 832 | 36,05 / 100,00  | 9,00  |
|                         | Partido Renovador Democrático | 11 773 | 21,40 / 100,00  | Novo  |
|                         | Partido Socialista            | 9 555  | 17,37 / 100,00  | 14,64 |
|                         | Partido Social Democrata      | 8 747  | 15,90 / 100,00  | 3,48  |
|                         | Centro Democrático e Social   | 2 506  | 4,56 / 100,00   | 0,98  |
|                         | União Democrática Popular     | 825    | 1,50 / 100,00   | 0,10  |
|                         | Outros                        | 794    | 1,45 / 100,00   |       |
| Votos Inválidos         | Votos Inválidos               | 976    | 1,78 / 100,00   | 0,07  |
| Total                   | Total                         | 55 008 | 100,00 / 100,00 |       |
| Eleitorado/Participação | Eleitorado/Participação       | 68 812 | 79,94 / 100,00  | 2,65  |

### Sesimbra
| Partido                 | Partido                       | Votos  | %               | +/-   |
| ----------------------- | ----------------------------- | ------ | --------------- | ----- |
|                         | Aliança Povo Unido            | 4 905  | 32,81 / 100,00  | 7,59  |
|                         | Partido Socialista            | 2 987  | 19,98 / 100,00  | 13,72 |
|                         | Partido Renovador Democrático | 2 980  | 19,94 / 100,00  | Novo  |
|                         | Partido Social Democrata      | 2 389  | 15,98 / 100,00  | 3,58  |
|                         | Centro Democrático e Social   | 665    | 4,45 / 100,00   | 2,25  |
|                         | União Democrática Popular     | 253    | 1,69 / 100,00   | 0,60  |
|                         | Outros                        | 399    | 2,66 / 100,00   |       |
| Votos Inválidos         | Votos Inválidos               | 370    | 2,47 / 100,00   | 0,73  |
| Total                   | Total                         | 14 948 | 100,00 / 100,00 |       |
| Eleitorado/Participação | Eleitorado/Participação       | 18 814 | 79,45 / 100,00  | 1,99  |

### Setúbal
| Partido                 | Partido                       | Votos  | %               | +/-   |
| ----------------------- | ----------------------------- | ------ | --------------- | ----- |
|                         | Aliança Povo Unido            | 19 279 | 30,20 / 100,00  | 7,76  |
|                         | Partido Renovador Democrático | 15 687 | 24,57 / 100,00  | Novo  |
|                         | Partido Social Democrata      | 11 592 | 18,16 / 100,00  | 3,07  |
|                         | Partido Socialista            | 10 783 | 16,89 / 100,00  | 17,43 |
|                         | Centro Democrático e Social   | 2 887  | 4,52 / 100,00   | 2,13  |
|                         | União Democrática Popular     | 1 377  | 2,16 / 100,00   | 0,32  |
|                         | Outros                        | 1 089  | 1,70 / 100,00   |       |
| Votos Inválidos         | Votos Inválidos               | 1 145  | 1,79 / 100,00   | 0,36  |
| Total                   | Total                         | 63 839 | 100,00 / 100,00 |       |
| Eleitorado/Participação | Eleitorado/Participação       | 79 845 | 79,95 / 100,00  | 2,62  |

### Sines
| Partido                 | Partido                       | Votos | %               | +/-   |
| ----------------------- | ----------------------------- | ----- | --------------- | ----- |
|                         | Aliança Povo Unido            | 3 154 | 44,14 / 100,00  | 5,87  |
|                         | Partido Socialista            | 1 201 | 16,81 / 100,00  | 10,61 |
|                         | Partido Renovador Democrático | 1 135 | 15,89 / 100,00  | Novo  |
|                         | Partido Social Democrata      | 922   | 12,90 / 100,00  | 2,20  |
|                         | Centro Democrático e Social   | 295   | 4,13 / 100,00   | 2,23  |
|                         | União Democrática Popular     | 123   | 1,72 / 100,00   | 0,46  |
|                         | Outros                        | 150   | 2,09 / 100,00   |       |
| Votos Inválidos         | Votos Inválidos               | 165   | 2,31 / 100,00   | 0,10  |
| Total                   | Total                         | 7 145 | 100,00 / 100,00 |       |
| Eleitorado/Participação | Eleitorado/Participação       | 9 367 | 76,28 / 100,00  | 1,31  |